# Inkhundla Dvokodvweni
L'Inkhundla Dvokodvweni è uno degli undici tinkhundla del distretto di Lubombo, nell'eSwatini.

## Geografia antropica

### Suddivisioni amministrative
L'Inkhundla è suddiviso nei 7 seguenti imiphakatsi: Enjabulweni, Etjedze, Malindza, Mampempeni, Mdumezulu, Mhlangatane, Sigcaweni.